# Alchemilla pyrenaica
Alchemilla pyrenaica é uma espécie de rosácea do gênero Alchemilla, pertencente à família Rosaceae.